# Обертрубах
Обертрубах (нем. Obertrubach) — община в Германии, в земле Бавария. 
Подчиняется административному округу Верхняя Франкония. Входит в состав района Форххайм.  Население составляет 2205 человек (на 31 декабря 2010 года). Занимает площадь 21,14 км².
Коммуна подразделяется на 17 сельских округов.

## Население
По оценке на 31 декабря 2015 года население общины Обертрубах составляет 2204 чел. 

| Дата      | 1840 | 1871 | 1900 | 1925 | 1939 | 1950 | 1961 | 1970 | 1987 | 2011 |
| --------- | ---- | ---- | ---- | ---- | ---- | ---- | ---- | ---- | ---- | ---- |
| Население | 1514 | 1656 | 1484 | 1435 | 1506 | 1744 | 1813 | 2019 | 1882 | 2146 |

| Год       | 1960 | 1970 | 1980 | 1990 | 2000 | 2009 | 2010 | 2011 | 2012 | 2013 | 2014 | 2015 |
| --------- | ---- | ---- | ---- | ---- | ---- | ---- | ---- | ---- | ---- | ---- | ---- | ---- |
| Население | 1732 | 2117 | 2108 | 2301 | 2194 | 2178 | 2205 | 2149 | 2141 | 2147 | 2152 | 2204 |